# Eugène de Murat-Sistrières
Pour les articles homonymes, voir Famille de Sistrières et Murat.
Eugène de Murat-Sistrières est un homme politique français né le 28 avril 1801 à Vic-sur-Cère (Cantal) et mort le 24 avril 1880 au même lieu.

## Biographie
Issu d'une vieille famille, fils du général d'Empire Michel François de Sistrières, il entre à l'école Polytechnique en 1817 et fait carrière dans  l'armée, qu'il quitte en 1836 avec le grade de capitaine d'artillerie. Après plusieurs candidatures infructueuses sous la Monarchie de Juillet, il est député du Cantal de 1848 à 1851, siégeant à droite.
Resté à l'écart des affaires publiques sous le Second Empire, il retrouve un siège de député de 1871 à 1876, siégeant au centre gauche, au sein des républicains conservateurs.

## Sources
1. ↑  Eugène de Murat-Sistrières  - base roglo

- « Eugène de Murat-Sistrières », dans Adolphe Robert et Gaston Cougny, Dictionnaire des parlementaires français, Edgar Bourloton, 1889-1891 [détail de l’édition]